# Rakapila Mons
Il Rakapila Mons è una struttura geologica della superficie di Venere.